# Мария Павловна Мекленбургска
Мария Павловна Мекленбургска, родена като Мария Александрина Елизабета Елеонора фон Мекленбург-Шверин (на немски: Marie Alexandrine Elisabeth Eleonore zu Mecklenburg-Schwerin; на руски: Мария Павловна Мекленбург-Шверинская; 14 май 1854 – 6 септември 1920) германска принцеса и велика руска княгиня, съпруга на великия княз Владимир Александрович.

## Живот
Родена е на 14 май 1854 г. в Лудвигслуст, Германия. Дъщеря е на великия херцог Фридрих Франц II фон Меклембург и Августа Ройс-Кьостриц. Тя е правнучка на великата руска княгиня Мария Павловна, чието име приема по-късно.
На 28 август 1874 г. Мария Александрина се омъжва за великия руски княз Владимир Александрович, трети син на император Александър II. Мария е била вече сгодена, преди да получи предложение от великия княз, но когато ръката ѝ е поискана от Владимир, тя веднага разваля първия си годеж. Въпреки това на двамата им отнема три години, преди да получат разрешение за брак от императора, тъй като Мария Александрина, която е лутеранка, категорично отказва да приеме православието, за да се омъжи за член на руското императорско семейство. Накрая цар Александър II разрешава на Владимир да се ожени за Мария, без тя да приема православието. От брака им се раждат пет деца.
Мария Александрина се оказва изключително амбициозна и се стреми да осигури блестящо бъдеще на децата си, за които мечтае владетелски корони. Особено големи планове тя има за най-големия си син, Кирил Владимирович, когото мечтае да види на руския императорския престол. За да му осигури по-добри шансове да наследи руския престол, Мария Александрина, която запазва лутеранската си религия през по-голямата част от живота си с Владимир Александрович, приема православието и името на величествената си прабаба Мария Павловна. Амбициите ѝ в това отношение стигат дотам, че по време на късните години от управлението на племенника ѝ Николай II Мария Павловна организира алтернативен двор и заедно със синовете си обмисля съкрушителен удар срещу императора през зимата на 1916 – 1917 г., който трябва да осигури абдикацията на Николай II и възкачването на престола на сина ѝ Кирил Владимирович, който да управлява временно чрез регентството на великия княз Николай Николаевич младши. Търсейки подкрепа, Мария Павловна дори се обръща към председателя на Руската дума Михаил Родзянко, заявявайки, че императрицата, която по това време управлява в Петербург от името на съпруга си, трябва да бъде унищожена.
След избухването на революцията от 1917 г. и абдикацията на Николай II, Мария Павловна до последно настоява, че е по-добре семейството ѝ да е последното от фамилията Романови, което да напусне Русия, отколкото да умре в изгнание. Надявайки се все още да направи сина си император, през 1917 – 1918 Мария Павловна остава с двамата си по-малки синове в раздирания от войни Кавказ. След като болшевиките се налагат окончателно в Русия, през 1918 г. Мария Павловна се прехвърля със семейството си в Анапа на борда на риболовен кораб. Тя прекарва четиринадесет месеца в Анапа, отказвайки да се евакуира със сина си Борис през Истанбул, тъй като няма да преживее унижението да бъде губеща. Едва след като генерали от бялата армия я предупреждават, че шансовите им да спечелят гражданската война са загубени, Мария, синът ѝ Андрей, любовницата му Матилда и двете им деца отплават за Венеция на борда на италиански кораб на 20 февруари 1920. На пристанището в Новоросийск с нея се среща великата княгиня Олга Александровна, която по-късно ще признае, че се е почувствала горда да види Мария Павловна, която в това тежко време, без да обръща внимание на опасностите и трудностите, ходи накичена с бижутата си, запазила всички знаци на отминалия разкош и слава. От Венеция великата княгиня Мария Павловна поема през Швейцария към Франция, където умира на 24 август 1920 г. в град Контрексвил, заобиколена от семействотот си.
Синовете ѝ успяват да продадат нелегално бижутата на Мария Павловна, които по-късно са придобити от Британското кралско семейство. Кралица Елизабет II носи прочутата Владимирова тиара.

## Деца
Мария и Владимир Александрович имат пет деца:
- Великият княз Александър Владимирович (1875 – 1877) – умира като дете
- Великият княз Кирил Владимирович (1876 – 1938)
- Великият княз Борис Владимирович (1877 – 1943)
- Великият княз Андрей Владимирович (1879 – 1956)
- Великата княгиня Елена Владимировна (1882 – 1957)